# Wybrzeże Kości Słoniowej na Letnich Igrzyskach Olimpijskich 2016
Wybrzeże Kości Słoniowej na Letnich Igrzyskach Olimpijskich 2016, które odbyły się w Rio de Janeiro, reprezentowało 12 zawodników - 7 mężczyzn i 5 kobiet.
Był to trzynasty start reprezentacji Wybrzeża Kości Słoniowej na letnich igrzyskach olimpijskich.

## Zdobyte medale
| Medal | Zawodnik            | Dyscyplina | Konkurencja | Rezultat                                                                            | Data        |
| ----- | ------------------- | ---------- | ----------- | ----------------------------------------------------------------------------------- | ----------- |
| Złoto | Cheick Sallah Cisse | Taekwondo  | - 80 kg     | W finale pokonał reprezentanta Wielkiej Brytanii Lutalo Muhammada 8-6               | 19 sierpnia |
| Brąz  | Ruth Gbagbi         | Taekwondo  | - 67 kg     | W pojedynku o brązowy medal pokonała reprezentantkę Azerbejdżanu Fəridę Əzizovą 7-1 | 19 sierpnia |

## Reprezentanci

### Judo
Kobiety
| Zawodniczka              | Konkurencja | 1/16                | 1/8                 | Ćwierćfinał         | Półfinał            | Repasaż             | Finał/BM | Finał/BM |    |
| Zawodniczka              | Konkurencja | Przeciwniczka Wynik | Przeciwniczka Wynik | Przeciwniczka Wynik | Przeciwniczka Wynik | Przeciwniczka Wynik | Pozycja  |          |    |
| ------------------------ | ----------- | ------------------- | ------------------- | ------------------- | ------------------- | ------------------- | -------- | -------- | -- |
| Zouleiha Abzetta Dabonne | - 57 kg     | BYE                 | Matsumoto P 000-101 | NQ                  | NQ                  | NQ                  | NQ       | NQ       | NQ |

### Lekkoatletyka
Mężczyźni
| Zawodnik          | Konkurencja | Eliminacje | Eliminacje | Ćwierćfinał | Ćwierćfinał | Półfinał | Półfinał | Finał   | Finał   |
| Zawodnik          | Konkurencja | Wynik      | Miejsce    | Wynik       | Miejsce     | Wynik    | Miejsce  | Wynik   | Miejsce |
| ----------------- | ----------- | ---------- | ---------- | ----------- | ----------- | -------- | -------- | ------- | ------- |
| Wilfried Koffi    | 100 m       | BYE        | BYE        | 10,37       | 7.          | NQ       | NQ       | NQ      | NQ      |
| Wilfried Koffi    | 200 m       | 20,48      | 4.         | —           | —           | NQ       | NQ       | NQ      | NQ      |
| Ben-Youssef Meïté | 100 m       | BYE        | BYE        | 10,03       | 12. Q       | 9,97 NR  | 2. Q     | 9,96 NR | 6.      |

Kobiety
| Zawodniczka        | Konkurencja | Eliminacje | Eliminacje | Ćwierćfinał | Ćwierćfinał | Półfinał | Półfinał | Finał    | Finał   |
| Zawodniczka        | Konkurencja | Wynik      | Miejsce    | Wynik       | Miejsce     | Wynik    | Miejsce  | Wynik    | Miejsce |
| ------------------ | ----------- | ---------- | ---------- | ----------- | ----------- | -------- | -------- | -------- | ------- |
| Murielle Ahouré    | 100 m       | BYE        | BYE        | 11,17       | 2. Q        | 11,01    | 4.       | NQ       | NQ      |
| Murielle Ahouré    | 200 m       | 22,52      | 2. Q       | —           | —           | 22,59    | 4.       | NQ       | NQ      |
| Marie Josée Ta Lou | 100 m       | BYE        | BYE        | 11,01       | 2. Q        | 10,94    | 3. q     | 10,86    | 4.      |
| Marie Josée Ta Lou | 200 m       | 22,31      | 1. Q       | —           | —           | 22,28 PB | 1. Q     | 22,21 NR | 4.      |

### Łucznictwo
Mężczyźni
| Zawodnik         | Konkurencja   | Runda rankingowa | Runda rankingowa | 1/32             | 1/16             | 1/8              | Ćwierćfinał      | Półfinał         | Finał            | Finał   |
| Zawodnik         | Konkurencja   | Wynik            | Roz.             | Przeciwnik Wynik | Przeciwnik Wynik | Przeciwnik Wynik | Przeciwnik Wynik | Przeciwnik Wynik | Przeciwnik Wynik | Pozycja |
| ---------------- | ------------- | ---------------- | ---------------- | ---------------- | ---------------- | ---------------- | ---------------- | ---------------- | ---------------- | ------- |
| Philippe Kouassi | indywidualnie | 634              | 57.              | Valladont P 4-6  | NQ               | NQ               | NQ               | NQ               | NQ               | NQ      |

### Pływanie
Mężczyźni
| Zawodnik      | Konkurencja           | Eliminacje | Eliminacje | Półfinał | Półfinał | Finał | Finał   |
| Zawodnik      | Konkurencja           | Czas       | Miejsce    | Czas     | Miejsce  | Czas  | Miejsce |
| ------------- | --------------------- | ---------- | ---------- | -------- | -------- | ----- | ------- |
| Thibaut Danho | 100 m stylem dowolnym | 52,78      | 54.        | NQ       | NQ       | NQ    | NQ      |

Kobiety
| Zawodniczka    | Konkurencja           | Eliminacje | Eliminacje | Finał | Finał   |
| Zawodniczka    | Konkurencja           | Czas       | Miejsce    | Czas  | Miejsce |
| -------------- | --------------------- | ---------- | ---------- | ----- | ------- |
| Talita Te Flan | 800 m stylem dowolnym | 9:07,21    | 27.        | NQ    | NQ      |

### Szermierka
Kobiety
| Zawodniczka         | Konkurencja          | 1/32                | 1/16                | 1/8                 | Ćwierćfinały        | Półfinały           | Finał               | Finał   |
| Zawodniczka         | Konkurencja          | Przeciwniczka Wynik | Przeciwniczka Wynik | Przeciwniczka Wynik | Przeciwniczka Wynik | Przeciwniczka Wynik | Przeciwniczka Wynik | Pozycja |
| ------------------- | -------------------- | ------------------- | ------------------- | ------------------- | ------------------- | ------------------- | ------------------- | ------- |
| Gbahi-Gwladys Sakoa | szpada indywidualnie | Sun P 11-15         | NQ                  | NQ                  | NQ                  | NQ                  | NQ                  | NQ      |

### Taekwondo
Mężczyźni
| Zawodnik            | Konkurencja | 1/8              | Ćwierćfinał      | Półfinał         | Repasaż          | Finał/BM         | Finał/BM |
| Zawodnik            | Konkurencja | Przeciwnik Wynik | Przeciwnik Wynik | Przeciwnik Wynik | Przeciwnik Wynik | Przeciwnik Wynik | Pozycja  |
| ------------------- | ----------- | ---------------- | ---------------- | ---------------- | ---------------- | ---------------- | -------- |
| Cheick Sallah Cisse | - 80 kg     | Paziński W 8-2   | Güleç W 7-1      | Oueslati W 7-6   | NQ               | Muhammad W 8-6   | złoto    |

Kobiety
| Zawodniczka | Konkurencja | 1/8                 | Ćwierćfinał         | Półfinał            | Repasaż             | Finał/BM            | Finał/BM |
| Zawodniczka | Konkurencja | Przeciwniczka Wynik | Przeciwniczka Wynik | Przeciwniczka Wynik | Przeciwniczka Wynik | Przeciwniczka Wynik | Pozycja  |
| ----------- | ----------- | ------------------- | ------------------- | ------------------- | ------------------- | ------------------- | -------- |
| Ruth Gbagbi | - 67 kg     | El-Sawalhy W 4-3    | Niaré P 4-5         | NQ                  | Louissaint W 7-2    | Əzizova W 7-1       | brąz     |
| Mamina Koné | + 67 kg     | Épangue P 1-3       | NQ                  | NQ                  | NQ                  | NQ                  | NQ       |